# Pierre-Constant Budin
Pierre-Constant Budin (9 de novembre de 1846 - 22 de gener de 1907) fou un obstetra francès originari d'Énencourt-le-Sec, un poble del nord de França.
El 1876 es va llicenciar en medicina a París i el 1882 es va convertir en obstetra en cap de l'Hôpital de la Charité. El 1895 va succeir a Étienne Stéphane Tarnier (1828-1897) com a catedràtic d'obstetrícia de l'Hôpital Maternité. Budin era membre de l'Académie de Medecine i oficial de la Legió d'Honor.
Pierre Budin va ser un fundador de la medicina perinatal moderna i va fer moltes contribucions en els esforços per reduir la mortalitat infantil. Va destacar la importància d'una alimentació adequada i la prevenció de malalties infeccioses en els nounats, així com l'educació de les noves mares sobre aquests temes. A causa del problema de la gastroenteritis en lactants causada per la llet de vaca contaminada, Budin va ser un gran defensor de la lactància materna i creia en una substitució de la llet esterilitzada si la nutrició natural fallava. També va popularitzar una tècnica coneguda com gavage per alimentar els nadons prematurs que estaven massa febles per rebre alimentació mitjançant mètodes convencionals.

## Publicacions
- De la tête du fœtus au point de vue de l'obstétrique. Tesi doctoral, Paris, 1876.
- Des lésions traumatiques chez la femme dans les accouchements artificiels. Paris, 1878.
- Des varices chez la femme enceinte. Paris, 1880.
- Obstétrique et gynécologie. Recherches cliniques et expérimentales. Paris, 1886.
- Traité de l'art des accouchements. (en col·laboració amb Tarnier), Paris, 1886.
- Femmes en couches et nouveau-nés. Paris, 1887.
- Le nourrisson: alimentation et hygiène, enfants débiles, enfants nés à terme. Paris, Doin, 1900.
- Manuel pratique d'accouchement et d'allaitement. Paris, Doin, 1904.
- La ville de Paris et la mortalité infantile. Paris, Masson, 1904.
- Manuel pratique d'allaitement. Hygiène du nourrisson. Paris, Doin 1905.